# Adèle Tariel
Adèle Tariel est née à Angers en 1979. Elle est journaliste pour la presse jeunesse et autrice de littérature jeunesse.

## Biographie
Elle fait des études de communication à Angers puis à Rennes, jusqu'à la maîtrise, avant d'intégrer l'École supérieure de journalisme de Lille.
De 2002 à 2007, elle travaille pour la presse régionale avant d'entrer chez Playbac presse. À partir de 2010, elle écrit des livres jeunesse pour sensibiliser les enfants au monde dans lequel ils vivent. Elle aborde des sujets sociétaux comme l'égalité entre les filles et les garçons, la  société de consommation ou l'écologie. Elle traite aussi de sujets d'actualité comme la télé-réalité. Elle collabore avec l'illustrateur Jerôme Peyrat,. En 2016, son ouvrage Mon papi peuplier a été sélectionné pour le prix Michel Tournier.
Son roman ado La Meute publié en 2021, est « inspiré par une histoire vraie de harcèlement vécue dans une classe de seconde : [...] le harcèlement d'un professeur par ses élèves ». Le roman obtient en 2022 le Prix Ados Rennes/Ille-et-Vilaine et en 2023 le Prix des ados en colère.
En 2022 elle publie Nos jours perdus : chroniques adolescentes d'une pandémie qui n'en finit pas. Pour La Revue des livres pour enfants, « Ces deux dernières années, avec leur cortège de confinements, de restrictions et d'injonctions à la distanciation sociale, ont fait des ravages psychologiques dont les effets sont aujourd'hui encore palpables. [...] Ce récit d'une perte de contrôle à plusieurs niveaux [...] est assez remarquablement campé dans un quotidien adolescent saturé d'ennui, sans les perspectives d'avenir qu'on a d'ordinaire à cet âge ».
Elle habite en région parisienne.

## Publications
- La révolte des cocottes, illustré par Céline Riffard, éditions Talents hauts (2011)
- C'est dans la poche !, ill. Jérôme Peyrat, éditions Talents hauts (2011)
- Les étoiles stars : astronomie[11], avec Céline Manillier, les éditions du Ricochet (2014)
- Maisons, avec Aude Brisson, Kilowatt éditions (2015)
- Mon papi peuplier[12], ill. Jérôme Peyrat, éditions Talents hauts (2015)
- La fosse aux lions, ill. Jérôme Peyrat, les éditions du Ricochet (2016)
- Un air de violoncelle : 1989, la chute du mur de Berlin, avec Aurore Pinho e Silva, Kilowatt éditions (2016)
- 1000 vaches, avec Julie de Terssac, éditions Père fouettard (2017)
- Carnivore, ill. Jérôme Peyrat, éditions Père Fouettard (2018)
- Cargo, ill. Jérôme Peyrat, éditions Père fouettard (2018)
- Un vent meilleur, ill. Caroline Taconet, éditions Utopique (2019)
- De quoi je me mêle ?[13], ill. Estelle Billon-Spagnol, éditions Talents hauts (2019)
- La vie rêvée de M. Maniac,  ill. Jérôme Peyrat, éditions l'Etagère du bas (2019)
- Bertille et Brindille ; Brindille et Bertille, ill. Jérôme Peyrat, Éd. Père Fouettard, 2019
- Le monde perdu, ill. Jérôme Peyrat, éd. Chocolat ! jeunesse, 2020
- Grand Blanc,  ill. Jérôme Peyrat, éditions Père Fouettard (2021)
- Mout' fugue au clair de lune, avec Oksana Bula, Éditions Père Fouettard, 2021
- Personne, avec Baptiste Puaud, éd. Chocolat ! jeunesse, 2021
- La Meute, Magnard jeunesse, coll. « Presto », 2021
- La révolte des cocottes, avec Céline Riffard, Talents hauts, 2021
- Nos jours perdus : chroniques adolescentes d'une pandémie qui n'en finit pas[9], Magnard jeunesse, 2022
- Jour blanc, ill. Jérôme Peyrat, Éd. Père Fouettard, 2023

## Prix et distinctions
- Prix Ficelle 2022[14] pour Grand Blanc illustré par Jérôme Peyrat
- Prix Ados Rennes/Ille-et-Vilaine 2022[7] pour La Meute
- Prix des ados en colère 2023 pour La Meute[8]